# Lovejoy (zespół muzyczny)
Lovejoy — angielski indierockowy zespół muzyczny założony przez Joego Goldsmitha i Williama Golda.

## Historia
Kilka lat przed założeniem Lovejoy, Will i Joe należeli razem do zespołu folk punkowego, który rozpadł się po zagraniu pierwszego koncertu. Po tym, Gold nagrywał muzykę solowo jako Wilbur Soot, a także zyskał popularność jako youtuber i streamer. Na początku pandemii COVID-19 Joe odwiedził Willa, jednak w trakcie pobytu sytuacja pandemiczna pogorszyła się przez co Goldsmith zdecydował się zostać dłużej. W tym okresie dwójka napisała pierwszą EP-kę. Niedługo później William poznał w restauracji Asha mającego przy sobie gitarę basową i zaprosił go do zespołu jako basistę. Jako ostatni do zespołu dołączył Mark Boardman, który pierwotnie został wynajęty przez zespół jako freelancer, aby nagrać perkusję do „Are You Alright?”, jednak grupa była na tyle zadowolona z jego wykonawstwa że zaproponowali mu dołączenie.

## Skład
- Mark Boardman – perkusja
- Joe Goldsmith – gitara elektryczna
- Ash Kabosu – gitara basowa
- Will Gold – gitara, wokal

## Dyskografia
| Tytuł                            | Typ    | Rok wydania | Pozycja albumu (Wielka Brytania)   | Pozycja albumu(Polska)               | Utwory                                  | Pozycja utworu (Wielka Brytania) |
| -------------------------------- | ------ | ----------- | ---------------------------------- | ------------------------------------ | --------------------------------------- | -------------------------------- |
| Are You Alright?                 | EP     | 2021        |                                    |                                      | Taunt                                   | 75                               |
| Are You Alright?                 | EP     | 2021        | One Day                            | 54                                   |                                         |                                  |
| Are You Alright?                 | EP     | 2021        | Sex Sells                          | 93                                   |                                         |                                  |
| Are You Alright?                 | EP     | 2021        | Cause for Concern                  |                                      |                                         |                                  |
| Pebble Brain                     | EP     | 2021        | 12                                 |                                      | Oh Yeah, You Gonna Cry?                 | 67                               |
| Pebble Brain                     | EP     | 2021        | 12                                 | Model Buses                          |                                         |                                  |
| Pebble Brain                     | EP     | 2021        | 12                                 | Concrete                             |                                         |                                  |
| Pebble Brain                     | EP     | 2021        | 12                                 | Perfume                              | 69                                      |                                  |
| Pebble Brain                     | EP     | 2021        | 12                                 | You’ll Understand When You’re Older  |                                         |                                  |
| Pebble Brain                     | EP     | 2021        | 12                                 | The Fall                             | 64                                      |                                  |
| Pebble Brain                     | EP     | 2021        | 12                                 | It’s All Futile! It’s All Pointless! |                                         |                                  |
| Knee Deep at ATP                 | Singel | 2021        |                                    |                                      | Knee Deep at ATP                        |                                  |
| Our Generation – Spotify Singles | Singel | 2023        |                                    |                                      | Call Me What You Like – Spotify Singles |                                  |
| Our Generation – Spotify Singles | Singel | 2023        | The Perfect Pair – Spotify Singles |                                      |                                         |                                  |
| Call Me What You Like            | Singel | 2023        |                                    |                                      | Call Me What You Like                   | 32                               |
| From Studio 4                    | EP     | 2023        |                                    |                                      | Tommorow – Acoustic                     |                                  |
| From Studio 4                    | EP     | 2023        | Taunt – Acoustic                   |                                      |                                         |                                  |
| From Studio 4                    | EP     | 2023        | One Day – Acoustic                 |                                      |                                         |                                  |
| From Studio 4                    | EP     | 2023        | Sex Sells – Acoustic               |                                      |                                         |                                  |
| From Studio 4                    | EP     | 2023        | Cause for Concern – Acoustic       |                                      |                                         |                                  |
| Wake Up & It’s Over              | EP     | 2023        | 5                                  | 3                                    | Portrait Of A Blank Slate               |                                  |
| Wake Up & It’s Over              | EP     | 2023        | 5                                  | 3                                    | Call Me What You Like                   |                                  |
| Wake Up & It’s Over              | EP     | 2023        | 5                                  | 3                                    | Consequences                            |                                  |
| Wake Up & It’s Over              | EP     | 2023        | 5                                  | 3                                    | Warsaw                                  |                                  |
| Wake Up & It’s Over              | EP     | 2023        | 5                                  | 3                                    | Scum                                    |                                  |
| Wake Up & It’s Over              | EP     | 2023        | 5                                  | 3                                    | It’s Golden Hour Somewhere              |                                  |
| Normal People Things             | Singel | 2023        |                                    |                                      | Normal People Things                    | 27                               |
| I'll Look Good When I'm Sober    | Singel | 2024        |                                    |                                      | I'll Look Good When I'm Sober           |                                  |